# Dieci anni dopo
Dieci anni dopo è un album di brani del cantautore italiano Sergio Endrigo, pubblicato nel 1975. Si tratta di una reincisione e rielaborazione di undici tra le più note canzoni dell'artista. Il disco venne registrato nel marzo dello stesso anno, presso gli studi Ricordi di via Barletta 11 a Milano.

## Tracce

### Lato A
1. Viva Maddalena – 2:52 (Sergio Endrigo)
2. Adesso sì – 3:02 (Sergio Endrigo)
3. Via Broletto 34 – 2:20 (Sergio Endrigo)
4. La rosa bianca – 2:00 (testo: Marti – musica: Sergio Endrigo)
5. Io che amo solo te – 3:17 (Sergio Endrigo)
6. I tuoi vent'anni – 2:20 (Sergio Endrigo)

### Lato B
1. Aria di neve – 3:14 (Sergio Endrigo)
2. Teresa – 3:10 (Sergio Endrigo)
3. La colomba – 2:57 (testo: Gustavino – musica: R. Alberti)
4. La prima compagnia – 3:05 (testo: Sergio Endrigo – musica: Luis Bacalov e Sergio Endrigo)
5. Elisa Elisa – 4:24 (testo: Sergio Endrigo e Sergio Bardotti – musica: Sergio Endrigo)

## Musicisti
- Sergio Endrigo – voce
- Gianfranco Lombardi: arrangiamenti e direzione d'orchestra
- maestro G. Bernardi - direzione orchestra a plettro della città di Milano
- Attilio Casiero - primo mandolino
- Orchestra della Ricordi
- Orchestra a Plettro della città di Milano